# ガザンファル・ムサベコフ
ガザンファル・マフムード・オグルィ・ムサベコフ（ムサベヨフ）（ロシア語: Газанфар Махмуд оглы Мусабеков、現代アゼルバイジャン語: Qəzənfər Mahmud oğlu Musabəyov、1888年7月26日 - 1938年2月9日）は、ソビエト連邦で活動したアゼルバイジャン人の政治家。ロシア語父称はマフムードヴィチ (Махмудович) とも。

## 生涯

### 前半生

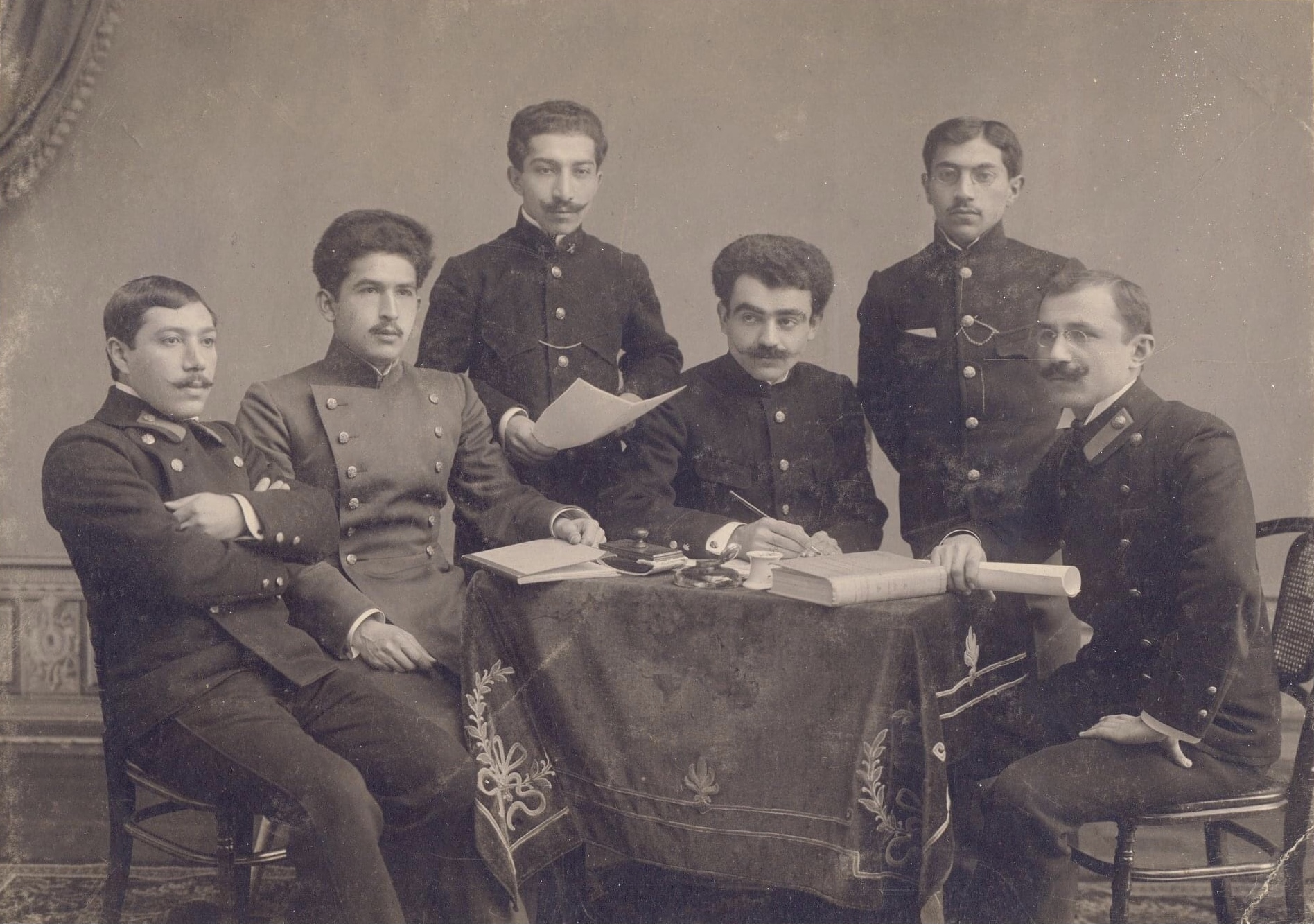
聖ウラジーミル帝立大学時代のムサベコフ（左端・1913年）

1888年7月26日（ユリウス暦14日）、ロシア帝国バクー県ペレビディリの裕福な（または貧しい）農家に生まれた。クバの小学校から第一バクー実科学校に進み、1911年に卒業して翌1912年にキエフの聖ウラジーミル帝立大学 (ru) 医学部に入学。在学中もアゼルバイジャン人学生らと違法な政治団体を組織して弾圧を受けたが、1917年に大学を卒業し、医師免許も取得した。
二月革命後はクバ・ソビエト執行委員会議長を半年間務め、同時に貧民に対して医療補助も施した。1917年7月11日にはクバ郡 (ru) 食糧委議長に選出され、12月からはバクー県食糧委副議長に就き、アレクサンドル・ベグザジャン議長の下で働いた。翌1918年4月にバクー・コミューンが成立すると、そのバクー県・ダゲスタン州食糧委員に任命された。コミューンの崩壊後はアストラハンに移ってガミド・スルタノフ、ダダシュ・ブニアザーデらと活動。ナリマン・ナリマノフとともにムスリム軍病院を設立し、その主治医を2年間務めた。同年にボリシェヴィキ党員となり、8月から1920年4月までは党アストラハン委ムスリム局議長、同時期にはヒュンメトのアストラハン支部長およびザカフカース・ムスリム問題執行委員でもあった。

### 革命後

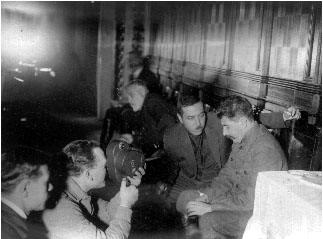
ムサベコフとヨシフ・スターリン（1928年の第4期連邦中執委にて）

1920年4月にはロシア共産党政治局の決議によって赤軍のアゼルバイジャン侵攻に参加し、4月28日からアゼルバイジャン社会主義ソビエト共和国の農業人民委員、貿易・産業人民委員を、1921年5月19日までアゼルバイジャン臨時軍事革命委員、1922年まで食糧人民委員を務め、1921年夏にはアゼルバイジャン共産党中央委幹部会員、クバ郡非常委員に就き、教育人民委員部、外務人民委員部、高等経済会議でも勤務した。同年7月から翌1922年11月まではコミンテルン執行委員候補、後には執行委員となった。
1922年4月のジェノア会議にナリマノフが出席した際にはアゼルバイジャン共和国人民委員会議議長を代行し、翌5月7日から1930年3月までは正式に人民委員会議議長を務めた。1925年5月21日からはソビエト連邦中央執行委議長の一人となり、プロレタリア国際主義の宣伝者として活動。12月31日からは連邦共産党中央委員候補にも選出されている。1929年9月から1931年12月15日まではアゼルバイジャン共和国中央執行委議長に就き、この間に農業の機械化・集団化・灌漑拡大・暴動鎮圧などに役割を果たした。1931年11月12日から1936年12月5日まではザカフカース連邦共和国中央執行委議長に就き、民族間交流と農業の発展に注力した。

### 粛清
ムサベコフはアゼルバイジャン共産党中央委や連邦党ザカフカース地方委幹部会の局員に選出され、第14回から第17回までの連邦党大会とコミンテルン第3回大会にも出席した。しかし、連邦中央執行委議長に在職中の1937年6月23日に党中央委から除名され、7月25日にモスクワの自宅で逮捕された。その後グルジア共和国に移送され、11月6日にグルジア共和国刑法第58条7項および11項により有罪判決を受けた。さらに翌1938年2月9日に連邦最高裁軍事参議会によって死刑判決を下され、同日NKVD刑務所で処刑された。遺体はドンスコイ修道院で火葬された。その後、ムサベコフは1956年（または1959年）に名誉回復と党籍回復がなされた。その名はバクーの通りに残されている。
アゼルバイジャン共和国教育人民委員などを務めた妹のアイナ、そして外務人民委員などを務めたその夫ガミド・スルタノフも1938年に処刑された。